# SB 35c
Die Dampflokomotivreihe SB 35c war eine Schlepptenderlokomotivreihe der Südbahngesellschaft (SB), einer privaten Bahngesellschaft Österreich-Ungarns.
Da sich die Reihe SB 35a gut bewährte, wollte die SB weitere, ähnliche Maschinen beschaffen.
Unter der Leitung von Louis Adolf Gölsdorfs wurden zehn Stück bei der Wiener Neustädter Lokomotivfabrik bestellt, die 1872 geliefert wurden.
Sie unterschieden sich von den SB 35a durch die Le-Chatelier-Ricour-Gegendampfbremse.
Nach 1924 kamen zwei Stück nach Italien, wo sie die Reihenbezeichnung FS 454 bekamen und bald ausgemustert wurden.
Die restlichen acht Stück kamen nach Jugoslawien, von denen schließlich nur die Betriebsnummern 19–22 der Reihe JDŽ 132 besetzt wurden.
Die restlichen wurden bereits davor ausgemustert.